# Gavin Harrison
Pour les articles homonymes, voir Harrison.
Gavin Richard Harrison est un batteur et percussionniste britannique. Il est également l'auteur de plusieurs méthodes de batterie dédiées à la polyrythmie.
Musicien de studio depuis la fin des années 1980, Harrison rejoint le groupe de rock progressif Porcupine Tree en 2002, puis le groupe de rock progressif britannique King Crimson en 2008. Depuis 2007, il collabore avec le bassiste 05Ric dans un projet de rock progressif. Depuis 2016, il est également le batteur du groupe britannique The Pineapple Thief.

## Matériel

### Configuration Live
Fûts (Sonor)
Sonor: SQ2 (Blue Tribal finish).
- - 8x7" Rack Tom
  - 10x8" Rack Tom
  - 12x9" Rack Tom
  - 15x13" Floor Tom
  - 18x15" Floor Tom
  - 22x15" Bass Drum
  - 14x5.25" Protean GH Signature 6 ply Birch Snare
  - 12x5" Protean GH Signature 6 ply Birch Snare

- Il utilise aussi diverses autres caisses claires, comme une Sonor Artist Cottonwood 14"x6", une Sonor Designer 12"x5" et une Sonor Artist Steel Black 14"x5".

Cymbales (Zildjian)
- 16" Oriental China Trash
- 5 chimes artisanales
- 13" K Hi-Hats
- 18" K Crash
- 8" EFX
- 15" A Custom Crash
- 20" K Ride
- 18" A Custom Crash
- 12" Oriental China Trash
- 18" Z Custom China

(Note: les cymbales sont listées suivant le kit de Gavin, de gauche à droite. Gavin a lui-même fait les 5 chimes artisanales en découpant des cymbales crash Zildjian.)
Peaux (Remo)
- Caisse claire : Coated CS
- Toms : Coated Vintage Emperors en frappe, clear Ambassadors en résonance.
- Grosse caisse : Powerstroke 3 Clear.

Baguettes (Vic Firth)
- Gavin Harrison Signature Model SHAR

Hardware
- Pieds Sonor
- Rack Gibraltar (Anciennement il utilisait un Rack Pearl)
- Timbre de caisse claire Puresound (8 brins)
- Pédales de grosse Caisse : Tama Iron Cobra Speed Cobra (black edition)

### Configuration Home Studio
- Table de mixage Mackie 32-8-2
- Apogee Rosetta 800 AD/DA
- Apple PowerMac G5
- Apple Logic Pro 7

Micros
- Grosse caisse : SM91, Audix D6
- Caisse claire (frappe) : Audix i5
- Caisse claire (résonance) : SM57
- Charleston : AKG CK391
- Toms : Sennheiser 421
- Overheads : paire de Royer 122
- Ambiance proche : paire de Neumann TLM 103
- Ambiance éloignée : paire de Schoeps CMC5

Depuis 2014, il est sponsorisé par la marque AKG, qui lui fournit l'ensemble des micros studios.
Percussions électroniques
- Système DDrum 4
- Percussion KORG Wavedrum

## Discographie
- 1986 : Eddie & the Tide (en)
- 1986 : Iggy Pop, Ritz N.Y.C Live Real Wild Child Live
- 1986 : Zerra One, The Domino Effect
- 1987 : Dizrhythmia, Dizrhythmia
- 1987 : Froon, Froon
- 1987 : Sam Brown, Stop!
- 1987 : The Kings Of Oblivion, Big Fish Popcorn
- 1988 : Black, Comedy
- 1988 : Gail Ann Dorsey, The Corporate World
- 1988 : Sarah Jane Morris, Can't Get To Sleep
- 1988 : Tom Robinson & Jakko Jakszyk, We've Never Had It So Good
- 1989 : B J Cole (en), Transparent Music
- 1989 : Shari Belafonte, Shari
- 1989 : Yasuaki Shimizu, Aduna
- 1990 : Dave Stewart & Barbara Gaskin, The Big Idea
- 1990 : Donna Gardier, I'll Be There
- 1990 : Eugenio Finardi, La Forza Dell'amore
- 1990 : Lene Lovich, March
- 1990 : Mieko Shimizu, A Road Of Shells
- 1991 : Camouflage, Meanwhile
- 1991 : Dave Stewart & Barbara Gaskin, Spin
- 1991 : Eugenio Finardi, Millennio
- 1991 : Incognito, Inside Life
- 1991 : Miss Thi, Lover
- 1992 : Alice, Mezzogiorno Sulle Alpi
- 1992 : Claudio Baglioni, AncorAssieme
- 1992 : Claudio Baglioni, Assieme
- 1992 : Fiorella Mannoia, I Treni A Vapore
- 1992 : Kevin Ayers, Still Life With Guitar
- 1993 : Cavani, Alza La Testa
- 1993 : Chizuko Yoshihiro, Conscious Mind
- 1993 : Franco Battiato, Caffe' de la Paix
- 1993 : Raf, Cannibali
- 1994 : Jakko Jakszyk, Kingdom Of Dust
- 1994 : Jakko Jakszyk, Mustard Gas And Roses
- 1994 : Richard Barbieri/Tim Bowness (en), Flame
- 1994 : Sharon Rose, Never Be The Same
- 1995 : B J Cole (en), Heart Of The Moment
- 1995 : Claudio Baglioni, Io Sono Qui
- 1995 : Eros Ramazzotti, Più bella cosa Live
- 1995 : Mick Karn, The Tooth Mother
- 1995 : Paul Young, Grazing In The Grass Live
- 1996 : Claudio Baglioni, Attori e Spettatori
- 1996 : David Devant & His Spirit Wife (en), Ginger
- 1996 : Franco Battiato, L'Imboscata
- 1996 : Franco Battiato, L'ombra della Luce
- 1996 : Jakko Jakszyk, Are My Ears On Wrong?
- 1996 : Manfred Mann, Soft Vengeance
- 1997 : Claudio Baglioni, Anime In Gioco
- 1997 : Devogue, Devogue
- 1997 : Gavin Harrison, Sanity & Gravity
- 1997 : Jakko Jakszyk, Road To Ballina
- 1997 : Lisa Stansfield, Never gonna give you up Live
- 1997 : Saro Cosentino, Ones & Zeros
- 1998 : Franco Battiato, Gommalacca
- 1998 : Claudio Baglioni, A-Live
- 1999 : Claudio Baglioni, Viaggiatore sulla coda del tempo
- 1999 : Lisa Stansfield, Swing
- 1999 : Shooter, ... And Your Point?
- 1999 : Shooter, Life's A Bitch
- 2000 : Claudio Baglioni, Acustico
- 2000 : Lewis Taylor, Lewis 2
- 2001 : Angela Baraldi, Rosasporco
- 2001 : Heraldo Zuniga, Triangulo De Musgo
- 2001 : Lisa Stansfield, 831 - Change
- 2001 : Peter Cox, Flame Still Burns
- 2002 : Manolo Garcia, Nunca El Tiempo Es Perdido
- 2002 : Patty Pravo, Radio Station
- 2002 : Porcupine Tree, In Absentia
- 2002 : Sheila Nicholls, Wake
- 2003 : Claudio Baglioni, Sono Io
- 2003 : Porcupine Tree, XM
- 2004 : Blackfield, Blackfield
- 2004 : Porcupine Tree, The Sky Moves Sideways reissue
- 2004 : Rob Cowen/Beverley Craven, Lady Advertiser
- 2005 : Claudio Baglioni, Cresendo e Cercando
- 2005 : Porcupine Tree, Deadwing
- 2005 : Porcupine Tree, Up The Downstair reissue
- 2005 : Porcupine Tree, XM2
- 2005 : Stefano Panunzi, Timelines
- 2006 : Claudio Baglioni, Quelli Degli Altri Tutti Qui
- 2006 : Jakko Jakszyk, The Bruised Romantic Glee Club
- 2006 : Porcupine Tree, Arriving Somewhere
- 2006 : Porcupine Tree, Rockpalast Live
- 2007 : Blackfield, Blackfield II
- 2007 : Carlo Fimiani, Too Early
- 2007 : Gavin Harrison & 05Ric, Drop
- 2007 : Porcupine Tree, Fear of a Blank Planet
- 2007 : Porcupine Tree, Nil Recurring
- 2007 : Steve Thorne, Emotional Creatures part 2
- 2007 : Three Blind Mice, Good Grief
- 2008 : Ed Poole, ED 4
- 2008 : No-Man, Schoolyard Ghosts
- 2008 : Richard Barbieri, Stranger Inside
- 2009 : Dave Stewart & Barbara Gaskin, Green & Blue
- 2009 : Gavin Harrison & 05Ric, Circles
- 2009 : OSI, Blood
- 2009 : Porcupine Tree, The Incident
- 2009 : Steven Wilson, Insurgentes
- 2011 : Jakszyk, Fripp and Collins "A Scarcity of Miracles"
- 2012 : Storm Corrosion, Storm Corrosion
- 2012 : Paolo Gianolio, "Tribu' di Note"
- 2012 : OSI, "Fire Make Thunder"
- 2012 : Harry Shearer, "Can't Take A Hint"
- 2012 : Fusion Syndicate, "The Fusion Syndicate"
- 2012 : Kompendium, "Beneath The Waves"
- 2012 : Porcupine Tree, "Octane Twisted"
- 2012 : Ed Poole, "Routes"
- 2012 : Franco Battiato, "Apriti Sesamo"
- 2013 : The Tangent, "Le Sacre Du Travail"
- 2013 : Antoine Fafard, "Occultus Tramitis"
- 2013 : Amadeus Awad, "Schizanimus"
- 2013 : Claudio Baglioni, "Con Voi"
- 2015 : Gavin Harrison, "Cheating the Polygraph"
- 2016 : Nick Johnston, "Remarkably Human"
- 2016 : The Pineapple Thief, "Your Wilderness"
- 2017 : The Pineapple Thief, "Where We Stood"
- 2018 : The Pineapple Thief, "Dissolution"
- 2019 : The Pineapple Thief, "Hold our fire"
- 2020 : The Pineapple Thief, "Versions of the truth"
- 2022 : Porcupine Tree, "Closure / Continuation"

## Pédagogie
Spécialiste de la polyrythmie, Gavin Harrison est l'auteur de quatre méthodes de batterie :
- Rhythmic Illusions (1999) ;
- Rhythmic Perspectives (2000) ;
- Rhythmic Designs: A Study of Practical Creativity (avec Terry Branam, 2010) ;
- Rhythmic Compositions: Featuring the Music of Porcupine Tree (avec Terry Branam, 2014).

Il a aussi écrit et produit, depuis son home studio, trois DVD pédagogiques dédiés à cet instrument : Rhythmic Visions (2002), Rhythmic Horizons (2006) et Rhythmic Designs (2010).
Enfin, il se produit régulièrement dans des showcase, concerts solo où il interprète et décortique ses plus grands titres.